# エムエムエスマンションマネージメントサービス
エムエムエスマンションマネージメントサービス株式会社は、北海道札幌市に本社を置くマンション管理会社である。

## 概要
北海道初の独立系管理会社としてマンションを主力にビルや公営住宅など道内各地の施設を管理している。2014年には札幌市時計台の指定管理業務を受託して公共施設、観光施設の指定管理業務にも進出した。近年では、道外にも拠点を設置し全国展開を押し進めている。
2019年3月末現在のマンション管理数は866組合、管理戸数は55,083戸。北海道に本社を置く管理会社としてはトップの管理実績で、道内分譲マンションのおよそ4割をエムエムエスが管理している。

## 沿革
- 1986年（昭和61年）12月 - 資本金500万円にて会社設立。
- 1997年（平成9年）10月 - 東京支社（現・東京本社）を開設。
- 1999年（平成11年）2月 - 阪急電鉄との折半出資により、株式会社阪急ハウジングサポートを創立。
- 2009年（平成21年）9月 - NIPPOとの折半出資により、株式会社NIPPOファシリティーズ（現・MMSファシリティーズ）を創立。
- 2010年（平成22年）4月 - 札幌市営住宅（北区・手稲区）、北海道営住宅（苫小牧市）の指定管理業務受託開始。
- 2014年（平成26年）4月 - 札幌市時計台、札幌市営住宅（西区）、北海道営住宅（倶知安町・美唄市・砂川市・赤平市・芦別市・深川市）の指定管理業務受託開始[2]。
- 2018年（平成30年）4月 - 北海道営住宅（余市町・岩内町・沼田町・滝川市・三笠市・新ひだか町・浦河町）の指定管理業務受託開始。旧永山武四郎邸及び旧三菱鉱業寮の指定管理（共同）受託開始。